# Liceo scientifico statale Nicolò Copernico
Il liceo scientifico statale "Nicolò Copernico" è una scuola superiore di Brescia, intitolata allo scienziato e astronomo polacco Nicolò Copernico.

## Storia
L'istituto è nato a Brescia nel 1984, come espansione del liceo scientifico "Annibale Calini", con 23 classi all'avvio dell'anno scolastico 1984/1985.
Nel 1987 è iniziata una sperimentazione ministeriale per corsi di matematica, fisica, disegno e l'introduzione di una seconda lingua straniera.
Il regolamento sull'autonomia scolastica ha permesso al liceo l'introduzione della caratterizzazione liceo scientifico per i beni culturali e ambientali nella stagione 2000/2001 e nell'anno scolastico successivo come "liceo scientifico ad indirizzo umanistico".
Con la riforma scolastica, dalla stagione 2010/2011, l'istituto è diventato "liceo scientifico di ordinamento", con potenziamenti specifici come quello fisico matematico o linguistico, con doppia lingua straniera. 
È stato uno dei primi istituti a sperimentare la digitalizzazione dei testi.

## Premi e riconoscimenti

### Olimpiadi della matematica
Nelle edizioni 2012, 2013, 2014 e 2015 delle Olimpiadi della matematica, la squadra d'istituto si è laureata campione d'Italia. Nell'edizione 2016, ha raggiunto il secondo posto, dietro un'altra squadra di Brescia, il Leonardo.
Il liceo Copernico ha vinto anche quattro edizioni della gara a squadre dei Campionati italiani di giochi matematici.